# Ковальский, Николай Михайлович
Николай Михайлович Ковальский (род. 21 ноября 1956 года, с. Акбулат) — советский и российский тренер высшей категории по лёгкой атлетике.

## Биография
Николай Михайлович Ковальский родился 21 ноября 1956 года (по документам — 26 ноября) в селе Акбулат Татышлинский район Башкирской АССР. В 1979 году с отличием окончил Стерлитамакский техникум физической культуры, а в 1984 году — Волгоградский государственный институт физической культуры. Более 30 лет работает тренером по лёгкой атлетике в ДЮСШ «Юность» в Бирске, при этом сам никогда не занимался профессиональным спортом.
Наиболее высоких результатов среди воспитанников Николая Михайловича добились:
- Данил Лысенко — серебряный призёр чемпионата мира 2017 года, чемпион России 2017 года[3][4][5],
- Усман Усманов — серебряный призёр чемпионата мира среди юношей 2011 года[6].

### Семья
21 июля 1979 года женился на Ольге Гавриловне Ковальской. У супругов есть два сына — Артём (род. 1980), который также работает тренером по лёгкой атлетике, и Егор (род. 1983).

## Награды и звания
- Знак «Отличник народного просвещения Российской Федерации» (1996).
- Почётная грамота Министерства физической культуры, спорта и туризма Республики Башкортостан.
- Грамота Министерства образования Республики Башкортостан.
- Почётный знак «Лучший тренер Республики Башкортостан» (2011).
- Почётное звание «Заслуженный работник физической культуры Республики Башкортостан» (2015)[7].
- Премия «Человек года в спорте» (2016)[8].